# Mercedes-Benz X-Klasse
De Mercedes-Benz X-Klasse was een pick-up van Mercedes-Benz die verkocht werd van 2017 tot 2020.
De wagen is gebaseerd op de derde generatie van de Nissan Navara met een ietwat gewijzigde voor- en achterkant. Bij zijn introductie in 2017 was de wagen verkrijgbaar met een viercilinder-Renault-dieselmotor van 163 of 190 pk. Vanaf 2018 was er ook een zescilinder-Mercedes-dieselmotor van 258 pk leverbaar.
De productie werd gestopt in 2020 wegens tegenvallende verkoopscijfers.

## Motoren
De X-Klasse (X470) was verkrijgbaar in de volgende uitvoeringen:
| Mercedes-Benz X470 | Mercedes-Benz X470 | Mercedes-Benz X470 | Mercedes-Benz X470 | Mercedes-Benz X470 | Mercedes-Benz X470    | Mercedes-Benz X470    | Mercedes-Benz X470 | Mercedes-Benz X470 | Mercedes-Benz X470 |
| Type               | Motor              | Motor              | Motor              | Motor              | Aandrijving           | Transmissie           | Topsnelheid        | Jaartal            |                    |
| Type               | Inhoud             | Cilinders          | Vermogen           | Koppel             | Aandrijving           | Transmissie           | Topsnelheid        | Jaartal            |                    |
| ------------------ | ------------------ | ------------------ | ------------------ | ------------------ | --------------------- | --------------------- | ------------------ | ------------------ | ------------------ |
| X220d              | 2.298 cm³          | 4                  | 163 pk             | 403 Nm             | achterwielaandrijving | handgeschakelde 6-bak | 172 km/u           | 2017-2020          |                    |
| X220d 4Matic       | 2.298 cm³          | 4                  | 163 pk             | 403 Nm             | vierwielaandrijving   | handgeschakelde 6-bak | 170 km/u           | 2017-2020          |                    |
| X250d              | 2.298 cm³          | 4                  | 190 pk             | 450 Nm             | achterwielaandrijving | handgeschakelde 6-bak | 184 km/u           | 2017-2020          |                    |
| X250d              | 2.298 cm³          | 4                  | 190 pk             | 450 Nm             | achterwielaandrijving | 7-traps automaat      | 179 km/u           | 2017-2020          |                    |
| X250d 4Matic       | 2.298 cm³          | 4                  | 190 pk             | 450 Nm             | vierwielaandrijving   | handgeschakelde 6-bak | 180 km/u           | 2017-2020          |                    |
| X250d 4Matic       | 2.298 cm³          | 4                  | 190 pk             | 450 Nm             | vierwielaandrijving   | 7-traps automaat      | 176 km/u           | 2017-2020          |                    |
| X350d 4Matic       | 2.987 cm³          | 6                  | 258 pk             | 550 Nm             | vierwielaandrijving   | 7-traps automaat      | 205 km/u           | 2018-2020          |                    |